# Première circonscription de la Dordogne

Les quatre circonscriptions législatives de la Dordogne depuis le découpage de 1986, applicable en 1988.

La première circonscription de la Dordogne est une circonscription législative française qui s'étire, dans le centre du département de la Dordogne, le long de la vallée de l'Isle depuis Trélissac jusqu'au département de la Gironde.

## Histoire
Sous la Cinquième République, de 1958 à 1986, la 1re circonscription de la Dordogne a d'abord été composée des cantons de Montpon-sur-l'Isle, Mussidan, Neuvic, Périgueux, Saint-Astier et Saint-Pierre-de-Chignac.
Après le nouveau découpage effectué en 1986 et applicable aux élections de 1988, le canton de Saint-Pierre-de-Chignac en est retranché pour être affecté à la 4e circonscription.
Le lien automatique entre canton et arrondissement est dissocié avec le redécoupage cantonal de 2014, applicable en 2015. De ce fait, la circonscription se compose alors de cantons entiers et de cantons partiels.

## Description géographique et démographique

### De 1958 à 1986
La première circonscription de la Dordogne était composée de six cantons : 
- canton de Montpon-sur-l’Isle
- canton de Mussidan
- canton de Neuvic
- canton de Périgueux
- canton de Saint-Astier
- canton de Saint-Pierre-de-Chignac.

### De 1988 à 2014
Également appelée circonscription Périgueux-Vallée de l'Isle, la 1re circonscription de la Dordogne regroupe, de 1988 à 2015, sept cantons, tous rattachés à l'arrondissement de Périgueux :
- canton de Montpon-Ménestérol ;
- canton de Mussidan ;
- canton de Neuvic ;
- canton de Périgueux-Centre ;
- canton de Périgueux-Nord-Est ;
- canton de Périgueux-Ouest ;
- canton de Saint-Astier.

### Depuis 2015
Lors du redécoupage cantonal de 2014, applicable à compter des élections départementales de mars 2015, le nombre de cantons du département est divisé par deux, et les cantons ne sont plus systématiquement inclus à l'intérieur d'un seul arrondissement. La circonscription se compose alors de quatre cantons entiers :
- canton de Coulounieix-Chamiers ;
- canton de Périgueux-1 ;
- canton de Périgueux-2 ;
- canton de Saint-Astier ;

et de communes appartenant à quatre autres cantons :
- canton de Montpon-Ménestérol (les huit communes qui composaient le canton avant 2015) ;
- canton de Ribérac (deux communes seulement : Saint-André-de-Double et Saint-Vincent-de-Connezac) ;
- canton de Trélissac (trois communes seulement :  Champcevinel, Château-l'Évêque, et Trélissac) ;
- canton de la Vallée de l'Isle (toutes les communes sauf Les Lèches).

## Liste des députés de la circonscription
| Période                                  | Période         | Identité           | Étiquette    | Qualité                                                                                                 |
| ---------------------------------------- | --------------- | ------------------ | ------------ | --- |
| 30 novembre 1958                         | 10 octobre 1962 | Raoul Rousseau     | UNR          | Conseiller municipal de Périgueux (1954 → 1962)                                                         |
| 25 novembre 1962                         | 2 avril 1967    | Yves Guéna         | UNR puis UDR | |
| 8 mai 1967                               | 30 mai 1968     | Claude Guichard    | RI           | |
| 23 juin 1968                             | 12 août 1968    | Yves Guéna         | UDR          | |
| 13 août 1968                             | 1er avril 1973  | Claude Guichard    | RI           | |
| 11 mars 1973                             | 5 mai 1973      | Yves Guéna         | UDR          | Maire de Périgueux (1971 → 1997)                                                                        |
| mai 1973                                 | juillet 1974    | Jean Lovato,       | UDR          | Conseiller général du canton de Montpon-Ménestérol (1967 → 1979)                                        |
| octobre 1974                             | mai 1981        | Yves Guéna         | UDR puis RPR | Maire de Périgueux (1971 → 1997)                                                                        |
| juin 1981                                | janvier 1984    | Roland Dumas       | PS           | Avocat                                                                                                  |
| janvier 1984                             | avril 1986      | Christian Défarge  | PS           | Professeur Conseiller général du canton de Neuvic (1976 → 2001)                                         |
| 16 mars 1986                             | 14 mai 1988     | Yves Guéna         | RPR          | Maire de Périgueux (1971 → 1997)                                                                        |
| juin 1988                                | mars 1993       | Bernard Bioulac    | PS           | Président du Conseil général de la Dordogne (1982 → 1992)                                               |
| mars 1993                                | avril 1997      | François Roussel   | RPR          | Vétérinaire Maire de Neuvic (1983 → 2021)                                                               |
| juin 1997                                | juin 2007       | Michel Dasseux     | PS           | Maire de Coulounieix-Chamiers (1989-2008) Conseiller général du canton de Périgueux-Ouest (1985 → 2001) |
| juin 2007                                | juin 2017       | Pascal Deguilhem   | PS           | Conseiller général du canton de Neuvic (2001 → 2015)                                                    |
| juin 2017                                | juin 2022       | Philippe Chassaing | LREM         | |
| juin 2022                                | 9 juin 2024     | Pascale Martin     | LFI-NUPES    | |
| 18 juillet 2024                          | En cours        | Nadine Lechon      | RN           | Exploitante agricole                                                                                    |
| Les données manquantes sont à compléter. |                 |                    |              | |

## Historique des résultats

### Élections de 1958
| Candidat       | Candidat           | Parti          | Premier tour | Premier tour | Second tour | Second tour |  |
| Candidat       | Candidat           | Parti          | Voix         | %            | Voix        | %           |  |
| -------------- | ------------------ | -------------- | ------------ | ------------ | ----------- | ----------- |  |
|                | Raoul Rousseau élu | UNR            | 19 887       | 41,36        | 30 896      | 66,34       |  |
|                | Yves Péron         | PCF            | 13 130       | 27,30        | 15 673      | 33,66       |  |
|                | René Caille        | SFIO           | 6 645        | 13,82        | Retrait     | Retrait     |  |
|                | Jean Lagoubie      | Radsoc         | 4 260        | 8,86         | Retrait     | Retrait     |  |
|                | Robert Germain     | MRP            | 2 393        | 4,97         |             |             |  |
|                | Robert Lavigne     | CRR            | 1 765        | 3,67         |             |             |  |
|                |                    |                |              |              |             |             |  |
| Inscrits       | Inscrits           | Inscrits       | 61 893       | 100,00       | 62 024      | 100,00      |  |
| Abstentions    | Abstentions        | Abstentions    | 12 988       | 20,98        | 13 499      | 21,76       |  |
| Votants        | Votants            | Votants        | 48 905       | 79,02        | 48 525      | 78,24       |  |
| Blancs et nuls | Blancs et nuls     | Blancs et nuls | 825          | 1,69         | 1 956       | 4,03        |  |
| Exprimés       | Exprimés           | Exprimés       | 48 080       | 98,31        | 46 569      | 95,97       |  |

Le suppléant de Raoul Rousseau était Charles Ollivier, Ingénieur agricole, agriculteur exploitant, maire de Beaupouyet

### Élections de 1962
| Candidat       | Candidat               | Parti          | Premier tour | Premier tour | Second tour | Second tour |  |
| Candidat       | Candidat               | Parti          | Voix         | %            | Voix        | %           |  |
| -------------- | ---------------------- | -------------- | ------------ | ------------ | ----------- | ----------- |  |
|                | Yves Péron             | PCF            | 14 074       | 32,6         | 21 592      | 48,81       |  |
|                | Yves Guéna élu         | UNR-UDT        | 12 764       | 29,57        | 21 608      | 48,85       |  |
|                | Raoul Rousseau sortant | Rad            | 9 828        | 22,77        | 1 033       | 2,33        |  |
|                | René Caille            | SFIO           | 6 503        | 15,06        | Retrait     | Retrait     |  |
|                |                        |                |              |              |             |             |  |
| Inscrits       | Inscrits               | Inscrits       | 62 506       | 100,00       | 62 520      | 100,00      |  |
| Abstentions    | Abstentions            | Abstentions    | 18 178       | 29,08        | 15 462      | 24,73       |  |
| Votants        | Votants                | Votants        | 44 328       | 70,92        | 47 058      | 75,27       |  |
| Blancs et nuls | Blancs et nuls         | Blancs et nuls | 1 159        | 2,61         | 2 825       | 6           |  |
| Exprimés       | Exprimés               | Exprimés       | 43 169       | 97,39        | 44 233      | 94          |  |

Le suppléant d'Yves Guéna était Franck Garrigue, capitaine au long cours.

### Élections de 1967
| Candidat       | Candidat                 | Parti          | Premier tour | Premier tour | Second tour | Second tour |  |
| Candidat       | Candidat                 | Parti          | Voix         | %            | Voix        | %           |  |
| -------------- | ------------------------ | -------------- | ------------ | ------------ | ----------- | ----------- |  |
|                | Yves Guéna sortant réélu | UD-Ve          | 21 715       | 44,49        | 27 547      | 50,95       |  |
|                | Yves Péron               | PCF            | 17 425       | 32,49        | 26 518      | 49,05       |  |
|                | Raoul Rousseau           | FGDS (Radical) | 9 928        | 18,51        | Retrait     | Retrait     |  |
|                | André Darricau           | CD (PDM)       | 2 845        | 5,3          |             |             |  |
|                | Maurice Voiry            | PSU            | 1 719        | 3,21         |             |             |  |
|                |                          |                |              |              |             |             |  |
| Inscrits       | Inscrits                 | Inscrits       | 64 611       | 100,00       | 64 587      | 100,00      |  |
| Abstentions    | Abstentions              | Abstentions    | 10 034       | 15,53        | 8 503       | 13,17       |  |
| Votants        | Votants                  | Votants        | 54 577       | 84,47        | 56 084      | 86,83       |  |
| Blancs et nuls | Blancs et nuls           | Blancs et nuls | 945          | 1,73         | 2 019       | 3,6         |  |
| Exprimés       | Exprimés                 | Exprimés       | 53 632       | 98,27        | 54 065      | 96,4        |  |

Le suppléant d'Yves Guéna était Claude Guichard, RI, Docteur en médecine, professeur agrégé de pharmacie.
Claude Guichard remplaça Yves Guéna, nommé membre du gouvernement, du 8 mai 1967 au 30 mai 1968.

### Élections de 1968
|                | Yves Guéna sortant réélu | UDR (URP)      | 28 016 | 53,17  |  |  |  |
|                | Yves Péron               | PCF            | 14 742 | 27,98  |  |  |  |
|                | Jean-Paul Brunet         | FGDS (Radical) | 8 357  | 15,86  |  |  |  |
|                | Maurice Voiry            | PSU            | 1 575  | 2,99   |  |  |  |
|                |                          |                |        |        |  |  |  |
| Inscrits       | Inscrits                 | Inscrits       | 63 531 | 100,00 |  |  |  |
| Abstentions    | Abstentions              | Abstentions    | 10 031 | 15,79  |  |  |  |
| Votants        | Votants                  | Votants        | 53 500 | 84,21  |  |  |  |
| Blancs et nuls | Blancs et nuls           | Blancs et nuls | 810    | 1,51   |  |  |  |
| Exprimés       | Exprimés                 | Exprimés       | 52 690 | 98,49  |  |  |  |

Le suppléant d'Yves Guéna était Claude Guichard. Claude Guichard remplaça Yves Guéna, nommé membre du gouvernement, du 13 août 1968 au 1er avril 1973.
Claude Guichard avait refusé de démissionner quand Yves Guéna avait quitté le gouvernement.

### Élections de 1973
| Candidat       | Candidat                 | Parti          | Premier tour | Premier tour | Second tour | Second tour |  |
| Candidat       | Candidat                 | Parti          | Voix         | %            | Voix        | %           |  |
| -------------- | ------------------------ | -------------- | ------------ | ------------ | ----------- | ----------- |  |
|                | Yves Guéna sortant réélu | UDR (URP)      | 26 200       | 44,94        | 32 021      | 54,88       |  |
|                | Yves Péron               | PCF            | 15 902       | 27,27        | 26 321      | 45,11       |  |
|                | Aris Salviat             | MRG (UGSD)     | 11 238       | 19,27        | Retrait     | Retrait     |  |
|                | Alain Chabanne           | MR             | 3 903        | 6,69         |             |             |  |
|                | Edmond Simavilla         | LO             | 1 049        | 1,79         |             |             |  |
|                |                          |                |              |              |             |             |  |
| Inscrits       | Inscrits                 | Inscrits       | 68 406       | 100,00       | 68 363      | 100,00      |  |
| Abstentions    | Abstentions              | Abstentions    | 8 977        | 13,12        | 7 654       | 11,2        |  |
| Votants        | Votants                  | Votants        | 59 429       | 86,88        | 60 709      | 88,8        |  |
| Blancs et nuls | Blancs et nuls           | Blancs et nuls | 1 137        | 1,91         | 2 367       | 3,9         |  |
| Exprimés       | Exprimés                 | Exprimés       | 58 292       | 98,09        | 58 342      | 96,1        |  |

Le suppléant d'Yves Guéna était Jean Lovato, exploitant agricole, conseiller général, maire de Montpon-Ménestérol. Jean Lovato remplaça Yves Guéna, nommé membre du gouvernement, du 6 mai 1973 au 11 juillet 1974.

### Élection partielle de 1974
Scrutin organisé à la suite de la démission de Jean Lovato.
| Candidat                                              | Candidat                 | Parti          | Premier tour | Premier tour | Second tour | Second tour |  |
| Candidat                                              | Candidat                 | Parti          | Voix         | %            | Voix        | %           |  |
| ----------------------------------------------------- | ------------------------ | -------------- | ------------ | ------------ | ----------- | ----------- |  |
|                                                       | Yves Guéna sortant réélu | UDR            | 24 164       | 45,19        | 29 446      | 51,67       |  |
|                                                       | Yves Péron               | PCF            | 16 275       | 30,43        | 27 533      | 48,32       |  |
|                                                       | Aris Salviat             | MRG (PS)       | 12 047       | 22,52        | Retrait     | Retrait     |  |
|                                                       | Jean-François Mas        | LO             | 473          | 0,88         |             |             |  |
|                                                       | Guy Aymat                | FN             | 367          | 0,68         |             |             |  |
|                                                       | Edmond Schmitthausler    | GO (FP)        | 145          | 0,27         |             |             |  |
|                                                       |                          |                |              |              |             |             |  |
| Inscrits                                              | Inscrits                 | Inscrits       | 71 839       | 100,00       | 71 739      | 100,00      |  |
| Abstentions                                           | Abstentions              | Abstentions    | 17 471       | 24,32        | 12 949      | 18,05       |  |
| Votants                                               | Votants                  | Votants        | 54 368       | 75,68        | 58 790      | 81,95       |  |
| Blancs et nuls                                        | Blancs et nuls           | Blancs et nuls | 897          | 1,65         | 1 811       | 3,08        |  |
| Exprimés                                              | Exprimés                 | Exprimés       | 53 471       | 98,35        | 56 979      | 96,92       |  |
| Source : Le Monde, éditions des 1er et 8 octobre 1974 |                          |                |              |              |             |             |  |

Le suppléant d'Yves Guéna était Jean Lovato.

### Élections de 1978
| Candidat       | Candidat                 | Parti          | Premier tour | Premier tour | Second tour | Second tour |  |
| Candidat       | Candidat                 | Parti          | Voix         | %            | Voix        | %           |  |
| -------------- | ------------------------ | -------------- | ------------ | ------------ | ----------- | ----------- |  |
|                | Yves Guéna sortant réélu | RPR            | 30 903       | 45,74        | 34 740      | 50,38       |  |
|                | Roger Gorse              | PCF            | 18 619       | 27,56        | 34 210      | 49,62       |  |
|                | Christian Défarge        | PS             | 15 068       | 22,30        | Retrait     | Retrait     |  |
|                | Josyane Lecointe         | PSU (FA)       | 1 005        | 1,49         |             |             |  |
|                | Fortunée Cattan          | LO             | 710          | 1,05         |             |             |  |
|                | Jacques Ricard           | FN             | 666          | 0,99         |             |             |  |
|                | Jean-Marie Michel        | Écologie 78    | 585          | 0,87         |             |             |  |
|                |                          |                |              |              |             |             |  |
| Inscrits       | Inscrits                 | Inscrits       | 77 987       | 100,00       | 77 951      | 100,00      |  |
| Abstentions    | Abstentions              | Abstentions    | 9 037        | 11,59        | 6 985       | 8,96        |  |
| Votants        | Votants                  | Votants        | 68 950       | 88,41        | 70 966      | 91,04       |  |
| Blancs et nuls | Blancs et nuls           | Blancs et nuls | 1 394        | 2,02         | 2 016       | 2,84        |  |
| Exprimés       | Exprimés                 | Exprimés       | 67 556       | 97,98        | 68 950      | 97,16       |  |

Le suppléant d'Yves Guéna était Jean Lovato.

### Élections de 1981
| Candidat       | Candidat           | Parti          | Premier tour | Premier tour | Second tour | Second tour |  |
| Candidat       | Candidat           | Parti          | Voix         | %            | Voix        | %           |  |
| -------------- | ------------------ | -------------- | ------------ | ------------ | ----------- | ----------- |  |
|                | Yves Guéna sortant | RPR (UNM)      | 25 945       | 41,43        | 28 545      | 42,89       |  |
|                | Roland Dumas élu   | PS             | 21 834       | 34,87        | 38 002      | 57,11       |  |
|                | Roger Gorse        | PCF            | 14 839       | 23,70        | Retrait     | Retrait     |  |
|                |                    |                |              |              |             |             |  |
| Inscrits       | Inscrits           | Inscrits       | 80 317       | 100,00       | 80 288      | 100,00      |  |
| Abstentions    | Abstentions        | Abstentions    | 16 791       | 20,91        | 12 538      | 15,62       |  |
| Votants        | Votants            | Votants        | 63 526       | 79,09        | 67 750      | 84,38       |  |
| Blancs et nuls | Blancs et nuls     | Blancs et nuls | 908          | 1,43         | 1 203       | 1,78        |  |
| Exprimés       | Exprimés           | Exprimés       | 62 618       | 98,57        | 66 547      | 98,22       |  |

Le suppléant de Roland Dumas était Christian Défarge.
Christian Défarge remplaça Roland Dumas, nommé membre du gouvernement, du 19 janvier 1984 au 1er avril 1986.

### Élections de 1988
| Candidat       | Candidat            | Parti          | Premier tour | Premier tour | Second tour | Second tour |  |
| Candidat       | Candidat            | Parti          | Voix         | %            | Voix        | %           |  |
| -------------- | ------------------- | -------------- | ------------ | ------------ | ----------- | ----------- |  |
|                | Yves Guéna sortant  | RPR (URC)      | 22 702       | 43,37        | 27 282      | 48,05       |  |
|                | Bernard Bioulac élu | PS             | 19 450       | 37,16        | 29 491      | 51,94       |  |
|                | Roger Gorse         | PCF            | 7 821        | 14,94        | Retrait     | Retrait     |  |
|                | Jean Devèze         | FN             | 2 361        | 4,51         |             |             |  |
|                |                     |                |              |              |             |             |  |
| Inscrits       | Inscrits            | Inscrits       | 72 117       | 100,00       | 72 090      | 100,00      |  |
| Abstentions    | Abstentions         | Abstentions    | 18 725       | 25,96        | 13 664      | 18,95       |  |
| Votants        | Votants             | Votants        | 53 392       | 74,04        | 58 426      | 81,05       |  |
| Blancs et nuls | Blancs et nuls      | Blancs et nuls | 1 058        | 1,98         | 1 653       | 2,83        |  |
| Exprimés       | Exprimés            | Exprimés       | 52 334       | 98,02        | 56 773      | 97,17       |  |

Le suppléant de Bernard Bioulac était Christian Défarge, enseignant, conseiller général du canton de Neuvic, maire de Chantérac.

### Élections de 1993
|                               | François Roussel élu    | RPR (UPF)      | 21 563 | 43,08  | 28 603 | 56,02  |  |  |  |  |  |
|                               | Bernard Bioulac sortant | PS (ADFP)      | 10 761 | 21,50  | 22 454 | 43,98  |  |  |  |  |  |
|                               | Jean-Paul Salon         | PCF            | 6 917  | 13,82  |        |        |  |  |  |  |  |
|                               | Chantal Merchadou       | GÉ (EÉ)        | 3 390  | 6,77   |        |        |  |  |  |  |  |
|                               | Jacques Ricard          | FN             | 3 262  | 6,52   |        |        |  |  |  |  |  |
|                               | Jean-Michel Jardry      | diss. UDF      | 1 715  | 3,43   |        |        |  |  |  |  |  |
|                               | Huguette Cabirol        | LT-LNÉ         | 1 374  | 2,75   |        |        |  |  |  |  |  |
|                               | Christian Chasseriaud   | MDC            | 1 066  | 2,13   |        |        |  |  |  |  |  |
|                               |                         |                |        |        |        |        |  |  |  |  |  |
| Inscrits                      | Inscrits                | Inscrits       | 73 612 | 100,00 | 73 604 | 100,00 |  |  |  |  |  |
| Abstentions                   | Abstentions             | Abstentions    | 19 631 | 26,67  | 17 679 | 24,02  |  |  |  |  |  |
| Votants                       | Votants                 | Votants        | 53 981 | 73,33  | 55 925 | 75,98  |  |  |  |  |  |
| Blancs et nuls                | Blancs et nuls          | Blancs et nuls | 3 933  | 7,29   | 4 868  | 8,70   |  |  |  |  |  |
| Exprimés                      | Exprimés                | Exprimés       | 50 048 | 92,71  | 51 057 | 91,30  |  |  |  |  |  |
| Source : Data.gouv et CEVIPOF |                         |                |        |        |        |        |  |  |  |  |  |

La suppléante de François Roussel était Paulette Labatut, enseignante, Première adjointe au maire de Périgueux, Vice-Présidente du Conseil général, conseillère générale du canton de Périgueux-Centre.

### Élections de 1997
|                              | François Roussel sortant | RPR                  | 17 141 | 34,24  | 24 173 | 45,27  |  |  |  |  |  |
|                              | Michel Dasseux élu       | PS                   | 15 908 | 31,78  | 29 219 | 54,73  |  |  |  |  |  |
|                              | Annick Le Goff           | PCF                  | 7 825  | 15,63  |        |        |  |  |  |  |  |
|                              | Michel Courtois          | FN                   | 4 377  | 8,74   |        |        |  |  |  |  |  |
|                              | Claude Labetaa           | Les Verts            | 1 521  | 3,04   |        |        |  |  |  |  |  |
|                              | Jean-Michel Jullien      | GÉ                   | 1 501  | 3,00   |        |        |  |  |  |  |  |
|                              | Jean-Michel Jardry       | LDI (CNIP)           | 997    | 1,99   |        |        |  |  |  |  |  |
|                              | Yves Crespin             | Divers gauche (US4J) | 788    | 1,57   |        |        |  |  |  |  |  |
|                              |                          |                      |        |        |        |        |  |  |  |  |  |
| Inscrits                     | Inscrits                 | Inscrits             | 71 526 | 100,00 | 71 519 | 100,00 |  |  |  |  |  |
| Abstentions                  | Abstentions              | Abstentions          | 18 626 | 26,04  | 14 547 | 20,34  |  |  |  |  |  |
| Votants                      | Votants                  | Votants              | 52 900 | 73,96  | 56 972 | 79,66  |  |  |  |  |  |
| Blancs et nuls               | Blancs et nuls           | Blancs et nuls       | 2 842  | 5,37   | 3 580  | 6,28   |  |  |  |  |  |
| Exprimés                     | Exprimés                 | Exprimés             | 50 058 | 94,63  | 53 392 | 93,72  |  |  |  |  |  |
| Source : Assemblée nationale |                          |                      |        |        |        |        |  |  |  |  |  |

Le suppléant de Michel Dasseux était Pascal Deguilhem, professeur d'éducation physique et sportive, maire de Saint-Aquilin, Directeur départemental du sport scolaire.

### Élections de 2002
|                              | Michel Dasseux sortant réélu | PS                      | 16 405 | 33,12  | 24 775 | 52,22  |  |  |  |  |  |
|                              | Nathalie Delattre            | UMP                     | 13 619 | 27,50  | 22 671 | 47,78  |  |  |  |  |  |
|                              | Philippe Cornet              | DL                      | 5 204  | 10,51  |        |        |  |  |  |  |  |
|                              | Michelle Chambre             | PCF                     | 3 942  | 7,96   |        |        |  |  |  |  |  |
|                              | Jean-Yves Cartier            | FN                      | 3 682  | 7,43   |        |        |  |  |  |  |  |
|                              | Patrick Labrousse            | Les Verts               | 2 018  | 4,07   |        |        |  |  |  |  |  |
|                              | Fabienne Picher              | LCR                     | 1 003  | 2,03   |        |        |  |  |  |  |  |
|                              | Christine Monteil            | CPNT                    | 836    | 1,69   |        |        |  |  |  |  |  |
|                              | Mireille Pongy               | Divers                  | 603    | 1,22   |        |        |  |  |  |  |  |
|                              | Josefa Torres                | LO                      | 566    | 1,14   |        |        |  |  |  |  |  |
|                              | Lucienne Clauzure            | Pôle républicain        | 431    | 0,87   |        |        |  |  |  |  |  |
|                              | Michel Debever               | MNR                     | 389    | 0,79   |        |        |  |  |  |  |  |
|                              | Lyonel Zillhardt             | MPF                     | 326    | 0,66   |        |        |  |  |  |  |  |
|                              | Lionel Agullo                | Divers écologiste (MÉI) | 267    | 0,54   |        |        |  |  |  |  |  |
|                              | Xavier Bonnaval              | Divers                  | 239    | 0,48   |        |        |  |  |  |  |  |
|                              |                              |                         |        |        |        |        |  |  |  |  |  |
| Inscrits                     | Inscrits                     | Inscrits                | 72 869 | 100,00 | 72 889 | 100,00 |  |  |  |  |  |
| Abstentions                  | Abstentions                  | Abstentions             | 21 733 | 29,82  | 22 853 | 31,35  |  |  |  |  |  |
| Votants                      | Votants                      | Votants                 | 51 136 | 70,18  | 50 036 | 68,65  |  |  |  |  |  |
| Blancs et nuls               | Blancs et nuls               | Blancs et nuls          | 1 606  | 3,14   | 2 590  | 5,18   |  |  |  |  |  |
| Exprimés                     | Exprimés                     | Exprimés                | 49 530 | 96,86  | 47 446 | 94,82  |  |  |  |  |  |
| Source : Assemblée nationale |                              |                         |        |        |        |        |  |  |  |  |  |

Le suppléant de Michel Dasseux était Pascal Deguilhem.

### Élections de 2007
| Candidat       | Candidat                   | Parti          | Premier tour | Premier tour | Second tour | Second tour |  |
| Candidat       | Candidat                   | Parti          | Voix         | %            | Voix        | %           |  |
| -------------- | -------------------------- | -------------- | ------------ | ------------ | ----------- | ----------- |  |
|                | Pascal Deguilhem élu       | PS             | 17 498       | 35,33        | 29 674      | 58,96       |  |
|                | Jérôme Peyrat              | UMP            | 17 260       | 34,85        | 20 652      | 41,04       |  |
|                | Francis Colbac             | PCF            | 6 347        | 12,82        |             |             |  |
|                | Annick Ignard              | UDF–MoDem      | 2 643        | 5,34         |             |             |  |
|                | Jean-Yves Cartier          | FN             | 1 400        | 2,83         |             |             |  |
|                | Danièle Lafont             | LCR            | 1 297        | 2,62         |             |             |  |
|                | Lionel Agullo              | MÉI            | 722          | 1,46         |             |             |  |
|                | Hélène Courcelle Labrousse | MPF            | 632          | 1,28         |             |             |  |
|                | Martine Guillou            | CPNT           | 578          | 1,17         |             |             |  |
|                | François Pontarlier        | Régionaliste   | 407          | 0,82         |             |             |  |
|                | Josefa Torres              | LO             | 373          | 0,75         |             |             |  |
|                | Jean-Claude Creusot        | Divers         | 369          | 0,75         |             |             |  |
|                |                            |                |              |              |             |             |  |
| Inscrits       | Inscrits                   | Inscrits       | 74 714       | 100,00       | 74 689      | 100,00      |  |
| Abstentions    | Abstentions                | Abstentions    | 24 115       | 32,28        | 22 933      | 30,7        |  |
| Votants        | Votants                    | Votants        | 50 599       | 67,72        | 51 756      | 69,3        |  |
| Blancs et nuls | Blancs et nuls             | Blancs et nuls | 1 073        | 2,12         | 1 430       | 2,76        |  |
| Exprimés       | Exprimés                   | Exprimés       | 49 526       | 97,88        | 50 326      | 97,24       |  |

### Élections de 2012
| Candidat       | Candidat                       | Parti          | Premier tour | Premier tour | Second tour | Second tour |  |
| Candidat       | Candidat                       | Parti          | Voix         | %            | Voix        | %           |  |
| -------------- | ------------------------------ | -------------- | ------------ | ------------ | ----------- | ----------- |  |
|                | Pascal Deguilhem sortant réélu | PS             | 22 906       | 49,27        | 29 347      | 65,99       |  |
|                | Philippe Cornet                | UMP            | 11 436       | 24,60        | 15 124      | 34,01       |  |
|                | Alexandre Bodecot              | RBM (FN)       | 4 883        | 10,50        |             |             |  |
|                | Violette Folgado               | FG (PCF)       | 4 208        | 9,05         |             |             |  |
|                | Francis Cortez                 | EÉLV           | 1 015        | 2,18         |             |             |  |
|                | Marie-José Abenoza             | DLR            | 497          | 1,07         |             |             |  |
|                | Monique Escolier               | PRV            | 311          | 0,67         |             |             |  |
|                | Fatahi Kuye                    | NC             | 303          | 0,65         |             |             |  |
|                | Florence Valdes                | AÉI            | 294          | 0,63         |             |             |  |
|                | Lionel Agullo                  | MÉI            | 219          | 0,47         |             |             |  |
|                | André Rosevègue                | NPA            | 217          | 0,47         |             |             |  |
|                | Josefa Torres                  | LO             | 206          | 0,44         |             |             |  |
|                |                                |                |              |              |             |             |  |
| Inscrits       | Inscrits                       | Inscrits       | 75 065       | 100,00       | 75 070      | 100,00      |  |
| Abstentions    | Abstentions                    | Abstentions    | 27 612       | 36,78        | 28 797      | 38,36       |  |
| Votants        | Votants                        | Votants        | 47 453       | 63,22        | 46 273      | 61,64       |  |
| Blancs et nuls | Blancs et nuls                 | Blancs et nuls | 958          | 2,02         | 1 802       | 3,89        |  |
| Exprimés       | Exprimés                       | Exprimés       | 46 495       | 97,98        | 44 471      | 96,11       |  |

La suppléante de Pascal Deguilhem était Gatienne Doat, de Périgueux.

### Élections de 2017
Source : ministère de l'Intérieur
- Député sortant : Pascal Deguilhem (Parti socialiste).

|                                                                             |                                                                         |                           |                           |                          |                          |
|                                                                             |                                                                         | Premier tour 11 juin 2017 | Premier tour 11 juin 2017 | Second tour 18 juin 2017 | Second tour 18 juin 2017 |
|                                                                             |                                                                         |                           |                           |                          |                          |
|                                                                             |                                                                         | Nombre                    | % des inscrits            | Nombre                   | % des inscrits           |
| Inscrits                                                                    | Inscrits                                                                | 76 026                    | 100,00                    | 76 023                   | 100,00                   |
| Abstentions                                                                 | Abstentions                                                             | 34 808                    | 45,78                     | 39 070                   | 51,39                    |
| Votants                                                                     | Votants                                                                 | 41 218                    | 54,22                     | 36 953                   | 48,61                    |
|                                                                             |                                                                         |                           | % des votants             |                          | % des votants            |
| Bulletins blancs                                                            | Bulletins blancs                                                        | 899                       | 2,18                      | 2 364                    | 6,40                     |
| Bulletins nuls                                                              | Bulletins nuls                                                          | 462                       | 1,12                      | 1 658                    | 4,49                     |
| Suffrages exprimés                                                          | Suffrages exprimés                                                      | 39 857                    | 96,70                     | 32 931                   | 89,12                    |
|                                                                             |                                                                         |                           |                           |                          |                          |
| Candidat Étiquette politique (partis et alliances)                          | Candidat Étiquette politique (partis et alliances)                      | Voix                      | % des exprimés            | Voix                     | % des exprimés           |
|                                                                             |                                                                         |                           |                           |                          |                          |
|                                                                             | Philippe Chassaing La République en marche !                            | 71,72                     | 34,59                     | 17 298                   | 52,53                    |
|                                                                             | Hélène Reys La France insoumise                                         | 7 129                     | 17,89                     | 15 633                   | 47,47                    |
|                                                                             | Marie-Catherine Halliday Front national                                 | 5 491                     | 13,78                     |                          |                          |
|                                                                             | Laurent Mossion Les Républicains (Union des démocrates et indépendants) | 5 448                     | 13,67                     |                          |                          |
|                                                                             | Michel Moyrand Parti socialiste                                         | 4 295                     | 10,78                     |                          |                          |
|                                                                             | Vianney Le Vacon Parti communiste français                              | 1 673                     | 4,20                      |                          |                          |
|                                                                             | Yann Lavalou Écologiste (Mouvement 100 %)                               | 1 065                     | 2,67                      |                          |                          |
|                                                                             | Corinne Roethlisberger Lutte ouvrière                                   | 370                       | 0,93                      |                          |                          |
|                                                                             | Gallo Thiam Divers droite (La France qui ose)                           | 328                       | 0,82                      |                          |                          |
|                                                                             | Daniel Santalo Divers (Union populaire républicaine)                    | 273                       | 0,68                      |                          |                          |
| Source : Ministère de l'Intérieur - Première circonscription de la Dordogne |                                                                         |                           |                           |                          |                          |

La suppléant de Philippe Chassaing était Véronique Chabreyrou, cadre, maire de Mensignac.

### Élections de 2022
| Résultats des élections législatives des 12 et 19 juin 2022 de la 1re circonscription de Dordogne |                          |                          |                          |              |              |             |             |
| Candidat                                                                                          | Candidat                 | Parti et coalition       | Nuance                   | Premier tour | Premier tour | Second tour | Second tour |
| Candidat                                                                                          | Candidat                 | Parti et coalition       | Nuance                   | Voix         | %            | Voix        | %           |
|                                                                                                   | Pascale Martin,          | LFI (NUPES)              | NUP                      | 9 845        | 24,33        | 18 366      | 51,85       |
|                                                                                                   | Philippe Chassaing       | LREM (ENS)               | ENS                      | 8 692        | 21,48        | 17 053      | 48,15       |
|                                                                                                   | Williams Ambroise        | RN                       | RN                       | 8 209        | 20,29        |             |             |
|                                                                                                   | Elisabeth Marty          | LR                       | LR                       | 4 915        | 12,15        |             |             |
|                                                                                                   | Floran Vadillo           | PS diss.                 | DVG                      | 4 360        | 10,78        |             |             |
|                                                                                                   | Pascale Léger            | REC                      | RED                      | 1 572        | 3,89         |             |             |
|                                                                                                   | Cécile Chrétien          | SE                       | ECO                      | 782          | 1,93         |             |             |
|                                                                                                   | Patrice Reboul           | PRG                      | RDG                      | 775          | 1,92         |             |             |
|                                                                                                   | Emmanuelle Jean          | PA                       | ECO                      | 580          | 1,43         |             |             |
|                                                                                                   | Isabelle Leglu           | LMR                      | DVD                      | 400          | 0,99         |             |             |
|                                                                                                   | Lise Khelfaoui           | LO                       | DXG                      | 330          | 0,82         |             |             |
|                                                                                                   | Pierre Melo              | SE                       | DIV                      | 0            | 0,00         |             |             |
| Votes valides                                                                                     | Votes valides            | Votes valides            | Votes valides            | 40 460       | 97,13        | 35 419      | 88,66       |
| Votes blancs                                                                                      | Votes blancs             | Votes blancs             | Votes blancs             | 704          | 1,69         | 2 671       | 6,69        |
| Votes nuls                                                                                        | Votes nuls               | Votes nuls               | Votes nuls               | 491          | 1,18         | 1 859       | 4,65        |
| Total                                                                                             | Total                    | Total                    | Total                    | 41 655       | 100          | 39 949      | 100         |
| Abstention                                                                                        | Abstention               | Abstention               | Abstention               | 36 211       | 46,50        | 37 874      | 48,67       |
| Inscrits / participation                                                                          | Inscrits / participation | Inscrits / participation | Inscrits / participation | 77 866       | 53,50        | 77 823      | 51,33       |

Le suppléant de Pascale Martin était Laurent Bougnoteau, intermittant du spectacle.

### Élections de 2024
| Candidat                 | Candidat                 | Parti et coalition       | Nuances                  | Premier tour | Premier tour | Second tour | Second tour |
| Candidat                 | Candidat                 | Parti et coalition       | Nuances                  | Voix         | %            | Voix        | %           |
| ------------------------ | ------------------------ | ------------------------ | ------------------------ | ------------ | ------------ | ----------- | ----------- |
|                          | Nadine Lechon            | RN                       | RN                       | 20 199       | 38,24        | 24 180      | 50,10       |
|                          | Pascale Martin           | LFI (NFP)                | UG                       | 15 540       | 29,42        | 24 088      | 49,90       |
|                          | Clément Tonon            | HOR (ENS)                | ENS                      | 12 835       | 24,30        | Retrait     | Retrait     |
|                          | Béranger Desport-Namur   | LR                       | LR                       | 2 789        | 5,28         |             |             |
|                          | Jonathan Almosnino       | LO                       | EXG                      | 751          | 1,42         |             |             |
|                          | Antoine Coutou           | REC                      | EXD                      | 572          | 1,08         |             |             |
|                          | Stéphane Lambert         | France libre             | DIV                      | 129          | 0,24         |             |             |
|                          |                          |                          |                          |              |              |             |             |
| Votes valides            | Votes valides            | Votes valides            | Votes valides            | 52 815       | 96,06        | 48 269      | 88,27       |
| Votes blancs             | Votes blancs             | Votes blancs             | Votes blancs             | 1 245        | 2,26         | 4 310       | 7,88        |
| Votes nuls               | Votes nuls               | Votes nuls               | Votes nuls               | 922          | 1,68         | 2 103       | 3,85        |
| Total                    | Total                    | Total                    | Total                    | 54 982       | 100          | 54 682      | 100         |
| Abstention               | Abstention               | Abstention               | Abstention               | 23 125       | 29,61        | 23 425      | 29,99       |
| Inscrits / participation | Inscrits / participation | Inscrits / participation | Inscrits / participation | 78 107       | 70,39        | 78 107      | 70,01       |

La suppléante de Nadine Lechon est Nancy Launay.